# Mariakerkebrug

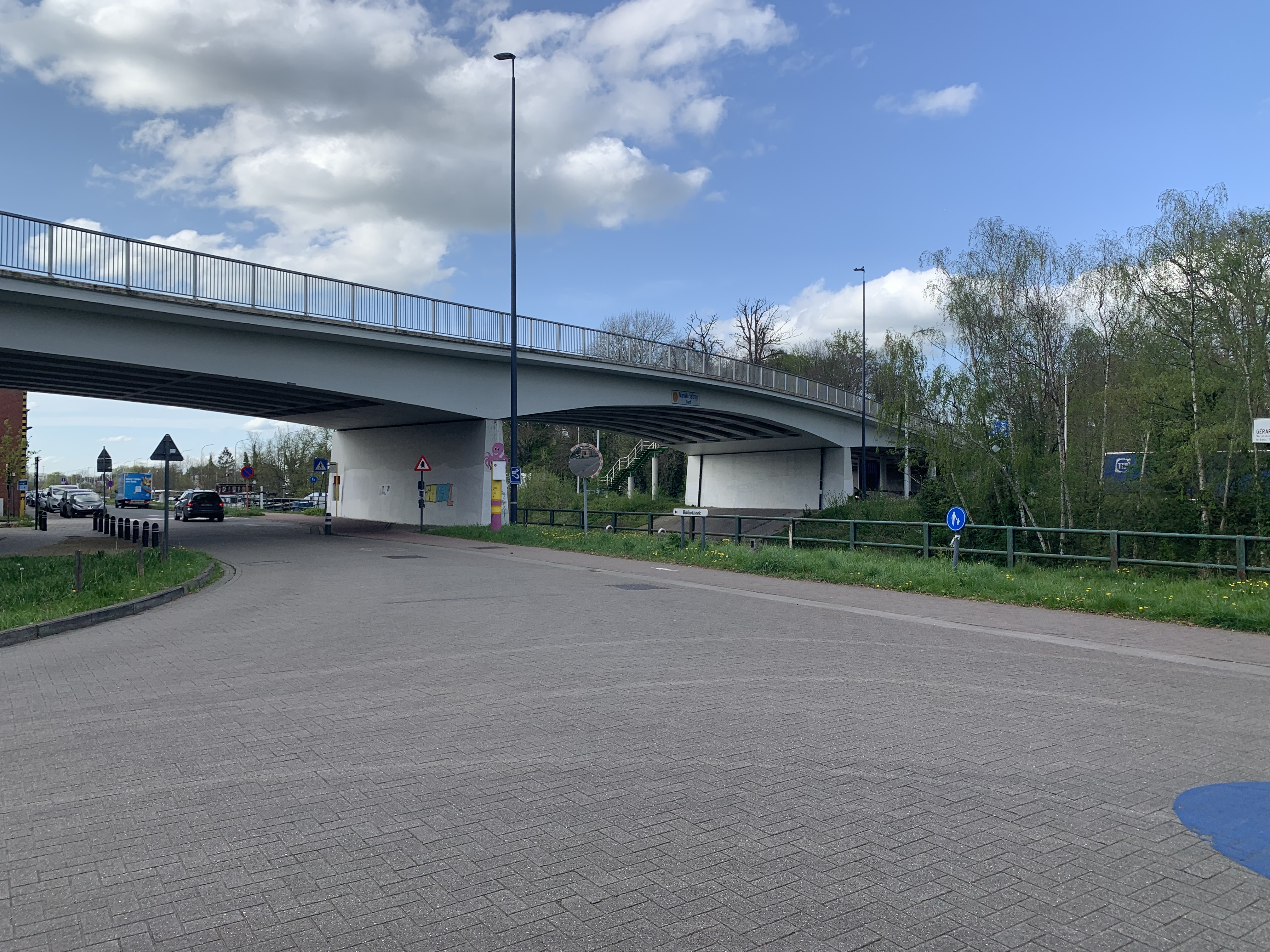
Mariakerkebrug vanop de Trekweg

De Mariakerkebrug is de brug die de twee helften van de Gentse deelgemeente Mariakerke verbindt. 

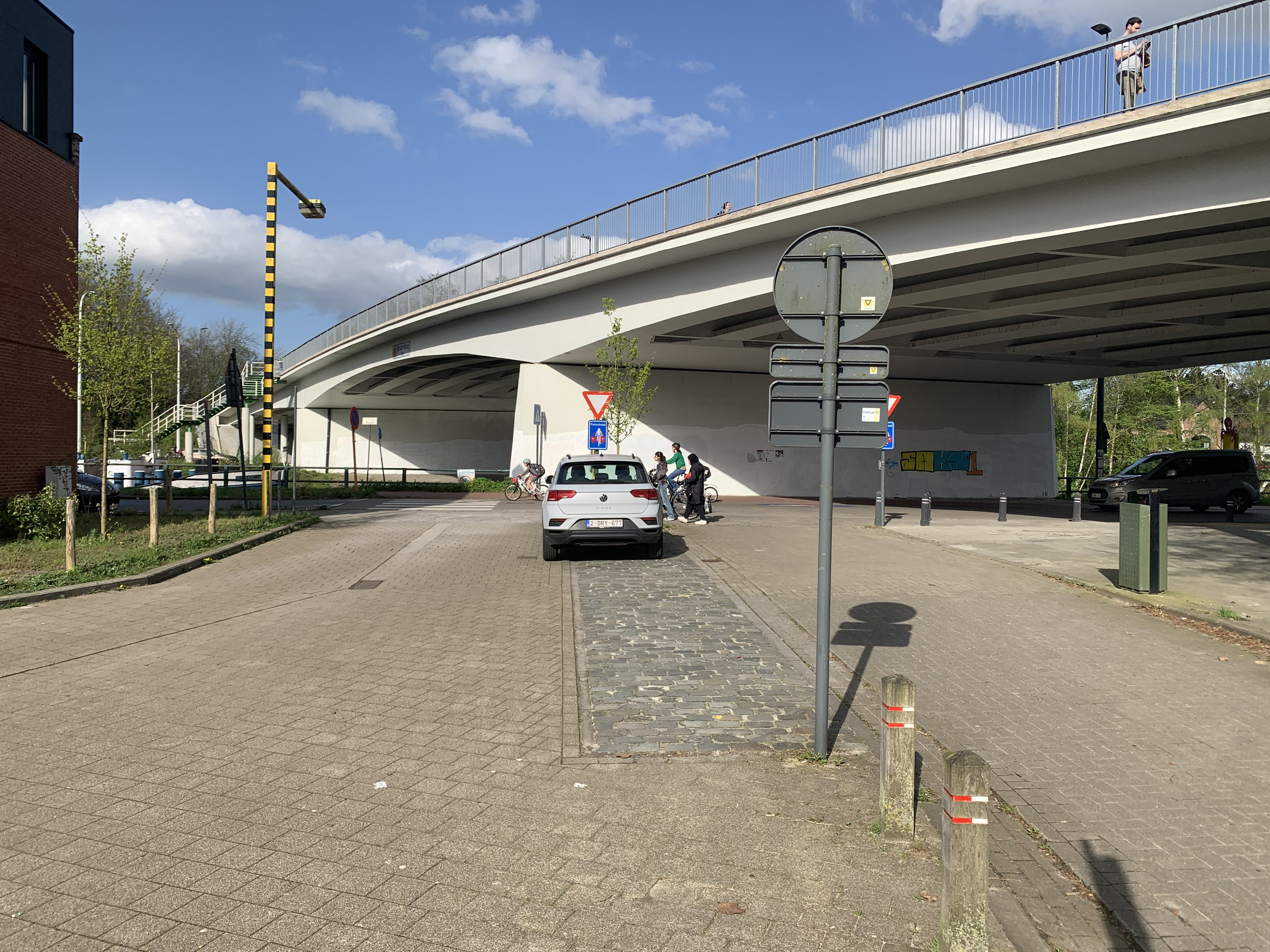
Mariakerkebrug vanop de parking van basis school de Brug

## Geschiedenis[1][2]
In de 17de eeuw wordt het kanaal Gent-Brugge gegraven. Hierdoor wordt Mariakerke in twee delen gesplitst, Mariakerke-Oost (Kolegem) en Mariakerke-Centrum. In de eerste jaren is er een veerdienst. Later zullen er dan verschillende bruggen komen.
De eerste draaibrug werd geïnstalleerd in 1863. Die zou dienst doen tot die werd opgeblazen in 1918 door de terugtrekkende Duitsers op het einde van de Eerste Wereldoorlog. In december 1918 wordt er een houten noodbrug gebouwd door de Belgische Pontonniers. De Mariakerkenaars moesten tot 1925 wachten tot er een moderne stalen brug werd gebouwd. In 1940 wordt dit exemplaar opgeblazen door het Belgisch leger om de Duitsers tegen te werken.
De laatste ophaalbrug werd 50 meter verder in de richting van Lovendegem gebouwd. Deze zal dienst doen van 1959 tot 1964. In mei 1962 starten de werken aan een nieuwe en veel grotere brug. Er wordt gekozen voor dit model zodat het verkeer op de N9 niet moet kruisen met het verkeer dat naar de overkant van het water wil. Ook boten kunnen probleemloos onder de brug doorvaren zonder enig oponthoud te veroorzaken. Op 5 december 1964 wordt de brug officieel geopend. De brug kostte 25.182.845 frank en weegt ongeveer 5000 ton.

## Yellow Submarine[3][4]
Om de onderkant van de brug aan de kant va Mariakerke-Centrum aangenamer te maken, werden er werken uitgevoerd. De ondergrond werd betegeld. Maar er werd ook het kunstwerk Yellow Submarine geïnstalleerd. Het kunstwerk van Emilio López Menchero bevatte een pijl die wees in de richting van Gent samen met een gele zitbank. Dankzij de gele zitbank kreeg het werk zijn naam. Op 23 juni 2006 werd het feestelijk ingehuldigd. Het had een prijskaartje van 20.000 euro en werd doorheen de jaren enkele keren hersteld. In 2020 werd het kunstwerk afgebroken. 

## Brokkelbrug[5][6][7]
Na bijna 60 jaar van gebruik was de brug in zeer slechte staat. Al sinds 2009 stond de Mariakerkebrug samen met nog enkele Gentse bruggen onder verhoogd toezicht. In 2020 werden er werken uitgevoerd om de schade te herstellen. Het was tijdens deze werken dat de iconische Yellow Submarine werd weggehaald vanonder de brug.